# Mateusz Gniazdowski
Mateusz Gniazdowski (ur. 1974 w Warszawie) – polski analityk, politolog i historyk, w latach 2016–2022 wicedyrektor Ośrodka Studiów Wschodnich, w latach 2022–2024 ambasador RP w Czechach. Adiunkt w Studium Europy Wschodniej Uniwersytetu Warszawskiego.

## Życiorys
Mateusz Gniazdowski ukończył z wyróżnieniem studia w Instytucie Nauk Politycznych Uniwersytetu Warszawskiego (2000). Odbył studia doktorskie w Instytucie Nauk Politycznych Słowackiej Akademii Nauk i obronił pracę doktorską na Uniwersytecie Komeńskiego w Bratysławie. W latach 2004–2010 pracował w Polskim Instytucie Spraw Międzynarodowych. Doszedł tam do stanowisk zastępcy kierownika Biura Badań i Analiz oraz koordynatora programu ds. stosunków bilateralnych w Europie. W 2010 został pracownikiem Ośrodka Studiów Wschodnich (OSW). Kierował tam Zespołem Środkowoeuropejskim, a 15 lutego 2016 został wicedyrektorem OSW. 5 sierpnia 2022  Komisja Spraw Zagranicznych Sejmu Rzeczypospolitej Polskiej przez aklamację zaopiniowała pozytywnie jego kandydaturę na stanowisko ambasadora nadzwyczajnego i pełnomocnego Rzeczypospolitej Polskiej w Republice Czeskiej. 22 sierpnia 2022 mianowany ambasadorem w Czechach. Stanowisko objął 16 września 2022. W edycji nagrody Amicus Oeconomiae za 2023 r. otrzymał list gratulacyjny ministra spraw zagranicznych  za wkład w promocję polskiej gospodarki i wsparcie polskiego biznesu. Kierowanie placówką zakończył 31 lipca 2024.

## Praca analityczna
Jako analityk specjalizował się w polityce wewnętrznej i zagranicznej Czech, Słowacji i Węgier, współpracy regionalnej w Europie Środkowej, szczególnie Grupy Wyszehradzkiej, dyplomacji publicznej oraz kwestiach historycznych w polityce zagranicznej. Zajmował się także zagadnieniami rozwoju infrastruktury transportowej, mobilności wojskowej, powiązań gospodarczych i planowania przestrzennego w Europie Środkowej. W 2020 roku zainicjował w Ośrodku Studiów Wschodnich horyzontalny projekt analityczny Connectivity. Był też współkoordynatorem polskiej części sieci środkowoeuropejskiego konsorcjum think-tanków Think Visegrad. W latach 2013–2022 był przewodniczącym Rady Programowej Forum Polsko-Czeskiego przy Ministrze Spraw Zagranicznych. Po objęciu stanowiska Ambasadora RP został członkiem ex officio Rady Programowej Forum Czesko-Polskiego przy czeskim MSZ.  

## Praca naukowa
W swojej działalności naukowej zajmuje się głównie historią stosunków polsko-czeskich i polsko-słowackich w XX w. Jest współautorem lub redaktorem kilkunastu publikacji książkowych i autorem kilkudziesięciu artykułów naukowych. Podczas pracy w PISM zajmował się m.in. problematyką strat wojennych i reparacji. W 2008 r. opublikował odnalezioną w Archiwum Akt Nowych dyrektywę Jakuba Bermana dla Biura Odszkodowań Wojennych, dotyczącą ustalenia liczby polskich ofiar II wojny światowej. Od 2013 jest członkiem Polsko-Słowackiej Komisji Nauk Humanistycznych przy Ministrze Nauki i Szkolnictwa Wyższego RP i Ministerstwie Szkolnictwa, Nauki, Badań i Sportu Republiki Słowackiej. Zasiada w komitecie redakcyjnym „Polskiego Przeglądu Dyplomatycznego“ i w międzynarodowej radzie czasopisma „Vojenská história“, wydawanego przez Wojskowy Instytut Historyczny w Bratysławie. W latach 2014–2022 zasiadał w radzie redakcyjnej czasopisma Polsko-Słowackiej Komisji Nauk Humanistycznych „Kontakty”. Od listopada 2024 r. pracuje jako adiunkt w Studium Europy Wschodniej Uniwersytetu Warszawskiego. 
W 2022 został wyróżniony Odznaką Honorową „Bene Merito”.
Żonaty. Ojciec dwóch córek.